# Municipio de Ridge (Kansas)
El municipio de Ridge (en inglés: Ridge Township) es un municipio ubicado en el condado de Dickinson en el estado estadounidense de Kansas. En el año 2010 tenía una población de 136 habitantes y una densidad poblacional de 1,45 personas por km².

## Geografía
El municipio de Ridge se encuentra ubicado en las coordenadas 38°44′45″N 97°5′48″O / 38.74583, -97.09667. Según la Oficina del Censo de los Estados Unidos, el municipio tiene una superficie total de 93.99 km², de la cual 93,67 km² corresponden a tierra firme y (0,34 %) 0,32 km² es agua.

## Demografía
Según el censo de 2010, había 136 personas residiendo en el municipio de Ridge. La densidad de población era de 1,45 hab./km². De los 136 habitantes, el municipio de Ridge estaba compuesto por el 94,12 % blancos, el 2,94 % eran isleños del Pacífico y el 2,94 % eran de una mezcla de razas. Del total de la población el 0,74 % eran hispanos o latinos de cualquier raza.